# Белоруски аутомобилски завод
Белоруски аутомобилски завод (блр. Беларускі аўтамабільны завод) или скраћено БелАЗ је белоруски произвођач теретних возила и опреме за земљане радове са седиштем у Жодзину. Предузеће је отворено 1948. године, када је произведено више од 120.000 возила за употребу у Совјетском Савезу. Компанија ради у складу с међународним стандардима ISO 9000.

## Историја
- 1948. – изграђена машина за вађење тресета.
- 1951. – компанија је проширила своје постројење на машине за изградњу путева и мелиорације па је преименована у "Дормаш", скраћеница од "Road Machine" и "путарска грађевинска возила".
- 1958. – компанија је преименована у БелАЗ. У почетку је производила МАЗ камионе.
- 1961. – произведен први 27-тонски БелАЗ камион за каменолом.
- 1990. – произведен 280-тонски камион.
- 2001. – директор БелАЗ постројења, Павел Марјев, одликован Редом Хероја Белорусије.
- 2005. – планови за производњу камиона БелАЗ-75600 с 320 тоне за Кузбас рударство.
- 2006. – у јесен испоручен први БелАЗ-75600.[2]
- 2012. – у априлу БелАЗ најавио да ће одржати прву јавну понуду обичних деоница неког приватног државног предузећа у Белорусији.[3]
- 2013. – произведен највећи камион на свету БелАЗ-75710 носивости од 450 тона.[4]

## Галерија
- Мини дампер Белаз-7557
- Мини дампер Белаз-7547
- Утоваривач Белаз-78221
- Авионски тегљачи Белаз-74212